# Katiucha
Katiucha (ukr. Катюха) – wieś na Ukrainie, w obwodzie żytomierskim, w rejonie nowogrodzkim. W 2001 roku liczyła 2 mieszkańców.